# Băneasa (Galați)
Băneasa è un comune della Romania di 2 149 abitanti, ubicato nel distretto di Galați, nella regione storica della Moldavia.
Il comune è formato dall'unione di 2 villaggi: Băneasa e Roșcani.